# Rudy Coco
 Rudy Coco  (nacido el 21 de marzo de 1984) es un tenista profesional francés.

## Carrera
Su mejor ranking individual es el N.º 382 alcanzado el 22 de agosto de 2011, mientras que en dobles logró la posición 811 el 12 de octubre de 2009.
No ha logrado hasta el momento títulos de la categoría ATP ni de la ATP Challenger Tour, aunque sí ha obtenido varios títulos Futures tanto en individuales como en dobles.